# Иерусалимский международный кинофестиваль
Иерусалимский международный кинофестиваль (ивр. פסטיבל הקולנוע ירושלים‎, араб. مهرجان القدس السينمائي‎) проводится в Израиле с 1984 года. В программе фестиваля игровые и документальные фильмы. С 1989 года главной наградой фестиваля является Приз имени Волджина, с 2010 года — Приз Хаджаджа.

## Общая информация
Первый Иерусалимский международный кинофестиваль прошёл в 1984 году по инициативе директора иерусалимской Синематеки (неофициальное название Израильского центра кино) Лии ван Лир. Он продолжался три недели, в его программу было включено более 100 кинолент, в том числе премьерные показы израильских фильмов и лучшие образцы зарубежного кино. Среди гостей фестиваля были Лилиан Гиш, Жанна Моро, Уоррен Битти, Джон Шлезингер и Андре Дельво.
С 1980-х годов сформировался традиционный облик фестиваля. Он продолжается десять дней и включает ряд программ:
- «Панорама» — иностранные игровые фильмы
- Программа документальных фильмов
- «Еврейский опыт» (англ. Jewish Experience) — фильмы на еврейскую тематику
- «Дух свободы» (англ. In the Spirit of Freedom) — фильмы на тему свободы и прав человека
- Программа телевизионной драмы
- Программа фильмов новых режиссёров
- Программа израильского кино

В 1989 году был учреждён Гран-при фестиваля — Приз Волджина, названный в честь мецената Джека Волджина (Jack Wolgin) из Филадельфии. Приз предназначен только для израильской кинопродукции и в дальнейшем стал вручаться в трёх номинациях — полнометражный игровой фильм, документальный фильм и короткометражный фильм. В 2010 году, после смерти Джека Волджина, фестиваль нашёл нового спонсора - семью американского продюсера Роберта Нисима Хаджаджа. Ещё один приз, вручаемый израильским кинематографистам в рамках фестиваля — Телевизионная и кинопремия памяти Анат Пирхи (до 2010 года; в 2011 году вручалась премия имени Анат Пирхи лучшему режиссёру полнометражного фильма). Спонсорами фестиваля являются Фонд Иерусалима, Фонд группы ван Лир и Семейный фонд Островских.
Хотя в центре внимания фестиваля остаётся израильское кино, международная программа фестиваля обычно демонстрирует высокое качество отобранных фильмов. В рамках Иерусалимского фестиваля проходили показы дебютных лент таких будущих знаменитостей, как Вонг Карвай, Цай Минлян, Джон Сэйлс, Джим Джармуш, Стивен Фрирз, Спайк Ли, Квентин Тарантино, Нил Джордан и Джон Лассетер. Зарубежные фильмы участвуют в борьбе за призы «Дух свободы» и «Еврейский опыт».
Основной площадкой фестиваля на протяжении большей части его истории остаётся иерусалимская Синематека. По мере его развития в программу также вошли демонстрации фильмов под открытым небом на территории Бассейна султана.

## Лауреаты
| Год  | Приз Волджина — полнометражный игровой фильм                                         | Дух свободы — приз памяти Вима ван Лира             | Премия средиземноморского кино «За мир и терпимость»         | Еврейский опыт — игровой фильм                                                   | Премия Анат Пирхи                                               |
| ---- | ------------------------------------------------------------------------------------ | --------------------------------------------------- | ------------------------------------------------------------ | -------------------------------------------------------------------------------- | --------------------------------------------------------------- |
| 1989 | Зелёные поля (реж. И. Ц. Йешурун)                                                    | Не присуждался                                      | Не присуждался                                               | Не присуждался                                                                   | Не присуждался                                                  |
| 1990 | Назначенец (реж. Д. Ваксман)                                                         | Не присуждался                                      | Не присуждался                                               | Не присуждался                                                                   | Не присуждался                                                  |
| 1991 | Шуру (реж. Ш. Габизон)                                                               | Не присуждался                                      | Не присуждался                                               | Не присуждался                                                                   | Не присуждался                                                  |
| 1992 | Непостижимая милость (реж. А. Гутман)                                                | Жизнь по Агфе (реж. А. Даян)                        | Не присуждался                                               | Не присуждался                                                                   | Не присуждался                                                  |
| 1993 | Болван в круге (реж. А. Премингер)                                                   | Синий воздушный змей (реж. Тянь Чжуанчжуан)         | Не присуждался                                               | Не присуждался                                                                   | Не присуждался                                                  |
| 1994 | Расстояние (реж. Д. Вольман)                                                         | Южный Крест (реж. П. Гусман)                        | Не присуждался                                               | Не присуждался                                                                   | Не присуждался                                                  |
| 1995 | Под тутовым деревом (реж. Э. Коэн) Влюблённый из третьего квартала (реж. Ш. Габизон) | Отец, сын и священная война (реж. Ананд Патвардхан) | Вуковар (реж. Б. Драшкович)                                  | Не присуждался                                                                   | Не присуждался                                                  |
| 1996 | На глазах Запада (реж. Й. Пичхадзе)                                                  | Штетл (реж. М. Марзынски)                           | Хайфа (реж. Р. Машарауи) Лето в Ла-Гулетте (реж. Ф. Бугедир) | Не присуждался                                                                   | Не присуждался                                                  |
| 1997 | Афула Экспресс (реж. Д. Шалаз)                                                       | Идеальный круг (реж. А. Кенович)                    | Не присуждался                                               | Смелость матери (реж. М. Верхувен)                                               | Флорентин-95 (реж. Э. Фокс) Душ (реж. Х. Гурвич)                |
| 1998 | День за днём (реж. А. Гитай)                                                         | Ребёнок из Чаабы (реж. К. Ружжиа)                   | Не присуждался                                               | Жизнь прекрасна (реж. Р. Бениньи)                                                | Тень твоей улыбки (реж. Э. Аннер)                               |
| 1999 | Друзья Яны (реж. А. Каплан)                                                          | Elvjs e Merilijn (реж. А. Манни)                    | Не присуждался                                               | Путешествия (реж. Э. Финкьель)                                                   | Зинзана (реж. Х. Бузагло)                                       |
| 2000 | Бесаме Мучо (реж. Й. Пичхадзе) Иностранная сестра (реж. Д. Вольман)                  | Долгий ночной путь в день (реж. Д. Хоффман, Ф. Рид) | Не присуждался                                               | Вкус солнечного света (реж. И. Сабо)                                             | Дотянуться до рая (реж. Я. Гольдвассер, Р. Ниньо)               |
| 2001 | Поздняя свадьба (реж. Д. Косашвили)                                                  | Наши годы (реж. Д. Гальяноне)                       | Не присуждался                                               | Нечестная конкуренция (реж. Э. Скола)                                            | Мой первый «Сони» (реж. У. Барбаш, У. Сабаг, Э. Бикель)         |
| 2002 | Сломанные крылья (реж. Н. Бергман)                                                   | Кровавое воскресенье (реж. П. Гринграсс)            | Не присуждался                                               | Нигде в Африке (реж. К. Линк)                                                    | Почтальонша (реж. Д. Цви-Риклис)                                |
| 2003 | Трагедии Нины (реж. Ш. Габизон)                                                      | Поцелуй в щёчку (реж. Мани Ратнам)                  | Не присуждался                                               | Маленький лужок с берёзами (реж. М. Лоридан-Ивенс)                               | Инсайт (реж. Э. Хальфон)                                        |
| 2004 | Жажда (реж. Т. абу Вайль) Ор (моё сокровище) (реж. К. Йедайя)                        | Свидетели (реж. В. Брешан)                          | Не присуждался                                               | Танго Рашевского (реж. С. Гарбарски)                                             | Зеркала (реж. О. Малесса)                                       |
| 2005 | Эта прекрасная страна (реж. Э. Хальфон)                                              | И черепахи могут летать (реж. Б. Гобади)            | Не присуждался                                               | Только человек (реж. Т. де Пелигри, Д. Арари)                                    | Дети СССР (реж. Ф. Герчиков)                                    |
| 2006 | Тупик (реж. Д. Сабо)                                                                 | Грбавица (реж. Я. Жбанич)                           | Не присуждался                                               | Кантор (реж. Ж. Мордер) Путешествие Нины (реж. Л. Эйнхорн)                       | Ссуда (реж. Ш. Маймон, Т. Гранит) Ринго и Тахер (реж. Й. Арбид) |
| 2007 | Визит оркестра (реж. Э. Колирин)                                                     | Персеполис (реж. М. Сатрапи, В. Паронно)            | Не присуждался                                               | Укради для меня карандаш (реж. М. Охайон)                                        | Красные (реж. А. Манор)                                         |
| 2008 | Семь дней (реж. Р. Элькабец, Ш. Элькабец)                                            | Голод (реж. С. Маккуин)                             | Не присуждался                                               | Uden for kærligheden (реж. Д. Эспиноса) Тайна зелёной мусорки (реж. Т.-Х. Йоффе) | Ты должен любить (реж. Х. Эльбаум)                              |
| 2009 | Аджами (реж. С. Копти, Я. Шани)                                                      | Истории Ёдока (реж. А. Фидык)                       | Не присуждался                                               | Человеческая ошибка (реж. М. Верхувен)                                           | Фриленд (реж. Г. Бентвич)                                       |
| 2010 | Внутренняя грамматика (реж. Н. Бергман)                                              | Бродяга (реж. Ш. Гольдман)                          | Не присуждался                                               | Жизнь в военные времена (реж. Т. Солондз) Троцкий (реж. Д. Тьерни)               | Растворение (реж. Н. Менкес)                                    |
| 2011 | Реставрация (реж. Й. Мадмони)                                                        | Приз (реж. П. Маркович)                             | Не присуждался                                               | Шолом-Алейхем: смех в темноте (реж. Д. Дорман)                                   | Не присуждался                                                  |
| 2012 | Шаркия (реж. А. Ливне)                                                               | Тут и там (реж. А. Мендес Эспарса)                  | Не присуждался                                               | Последний полёт Петра Гинца (реж. С. Диксон, Ч. Робертс)                         | Не присуждался                                                  |
| 2013 | Молодёжь (реж. Т. Шуваль)                                                            | Случай из жизни сборщика железа (реж. Д. Танович)   | Не присуждался                                               | Регина (реж. Д. Гроо)                                                            | Та, что возвращается домой (реж. М. Дрейфус)                    |
| 2014 | Гет (реж. Р. Элькабец и Ш. Элькабец) Принцесса (реж. Т. Шалом-Эзер)                  | Тимбукту (реж. А. Сиссако)                          | Не присуждался                                               | 24 дня (реж. А. Аркади)                                                          | Красные листья (реж. Б. Гете)                                   |
| 2015 | Тиккун (реж. А. Сиван)                                                               | Три окна и повешение (реж. И. Косья)                | Не присуждался                                               | Зельда — простая женщина (реж. Я. Кедар)                                         | Бумажная свадьба (реж. Н. Гилади)                               |
| 2016 | Неделя и один день (реж. А. Полонский)                                               | Избранные (реж. Д. Паблос)                          | Не присуждался                                               | Не домашнее кино (реж. Ш. Акерман)                                               | Неделя и один день (реж. А. Полонский)                          |